# De drie weduwen van Hong Kong

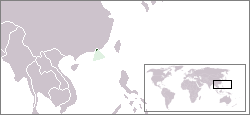
De ligging van de Hong Kong in Azië.

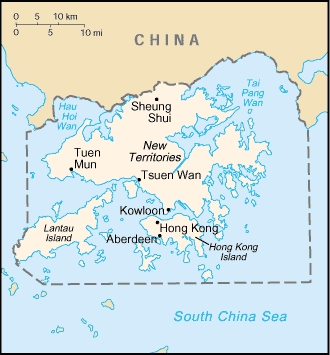
Een overzichtskaart van Hong Kong als kolonie van het Verenigd Koninkrijk.

De drie weduwen van Hong Kong is een spionageroman van auteur Gérard de Villiers en is het 12e deel uit de S.A.S.-reeks met als protagonist de Oostenrijkse prins en freelance CIA-agent Malko Linge.

## Het verhaal
De centrale computer van de CIA in Langley slaat hoog alarm als deze de informatie van een Chinese informant heeft verwerkt.
De 7e vloot van de Amerikaanse marine loopt mogelijk gevaar. Het belangrijkste schip, het vliegdekschip de “Coral Sea” meert binnen enkele dagen aan in een haven van Hong Kong voor een onderhoudsbeurt. Het onderhoud zal worden verricht door lokale Chinese arbeiders.
De CIA stuurt Malko voor onderzoek naar Hong Kong. De Chinese informant, Cheng Chang, komt echter om het leven bij een vliegtuigongeluk voordat Malko kans heeft gezien met hem te spreken. In het mortuarium ontmoet Malko de drie weduwen van de man. Elk van hen beweert te zijn getrouwd met Cheng Chang. Maar is Chang wel echt dood?

## Personages
- Malko Linge, een Oostenrijkse prins en CIA-agent;
- Cheng Chang, een informant van de CIA in Hong Kong.